# 29a cerimònia dels Lumières
La 29a cerimònia dels Lumières de la Premsa Internacional, va tenir lloc el 22 de gener de 2024 al Forum des images, presentada per Pierre Zeni i Eve Jackson.
Les nominacions es van anunciar el 14 de desembre de 2023. Anatomia d'una caiguda va liderar les nominacions amb sis, seguida de Le Règne animal i El procés Goldman amb cinc. Anatomia d'una caiguda va ser la més guardonada amb tres premis, inclòs a la Millor pel·lícula.

## Guanyadors i nominats
Les candidatures es van anunciar el 14 de desembre de 2023.
| Millor pel·lícula - Anatomia d'una caiguda de Justine Triet - L'últim estiu de Catherine Breillat - Goutte d'or de Clément Cogitore - El procés Goldman de Cédric Kahn - Le Règne animal de Thomas Cailley                                                         | Millor director - Thomas Cailley per Le Règne animal - Catherine Breillat per L'últim estiu - Clément Cogitore per Goutte d'or - Cédric Kahn per El procés Goldman - Justine Triet per Anatomia d'una caiguda                                         |
| Millor actor - Arieh Worthalter per El procés Goldman - Vincent Lacoste per Le Temps d'aimer - Karim Leklou per Vincent doit mourir - Melvil Poupaud per L'Amour et les Forêts - Franz Rogowski per Disco Boy                                                      | Millor actriu - Sandra Hüller per Anatomia d'una caiguda - Catherine Deneuve per Bernadette - Léa Drucker per L'últim estiu - Virginie Efira per Rien à perdre - Hafsia Herzi per Le Ravissement                                                      |
| Millor actor revelació - Raphaël Quenard per Chien de la casse - Arthur Harari per El procés Goldman - Samuel Kircher per L'últim estiu - Milo Machado-Graner per Anatomia d'una caiguda - Abdulah Sissoko per Le Jeune Imam                                       | Millor actriu revelació - Ella Rumpf per Le Théorème de Marguerite - Suzanne Jouannet per La Voie royale - Louise Mauroy-Panzani per Àma Gloria - Park Ji-Min per Retorn a Seül - Claire Pommet per La Vénus d'argent                                 |
| Millor coproducció internacional - Kuru Otlar Üstüne de Nuri Bilge Ceylan - Le Bleu du caftan de Maryam Touzani - Lost Country de Vladimir Perišić - Les Meutes de Kamal Lazraq - The Old Oak de Ken Loach                                                         | Millor guió - Justine Triet, Arthur Harari per Anatomia d'una caiguda - Thomas Cailley, Pauline Munier per Le Règne animal - Quentin Dupieux per Yannick - Cédric Kahn, Nathalie Hertzberg per Le Procès Goldman - Iris Kaltenbäck per Le Ravissement |
| Millor primera pel·lícula - Le Ravissement d'Iris Kaltenbäck - Bernadette de Léa Domenach - Chien de la casse de Jean-Baptiste Durand - Disco Boy de Giacomo Abbruzzese - Vincent doit mourir de Stéphan Castang                                                   | Millor fotografia - Jonathan Ricquebourg per La Passion de Dodin Bouffant - Simon Beaufils per Anatomia d'una caiguda - David Cailley per Le Règne animal - Hélène Louvart per Disco Boy - Sylvain Verdet per Goutte d'or                             |
| Millor música - Vitalic per Disco Boy - Amine Bouhafa per Les Filles d'Olfa - Clément Ducol per Linda veut du poulet ! - Andrea Laszlo De Simone per Le Règne animal - Chloé Thévenin per La Montagne                                                              | Millor documental - Les Filles d'Olfa de Kaouther Ben Hania - Little Girl Blue de Mona Achache - Notre corps de Claire Simon - La Rivière de Dominique Marchais - A l'Adamant de Nicolas Philibert                                                    |
| Millor pel·lícula d'animació - Linda veut du poulet ! de Chiara Malta i Sébastien Laudenbach - Interdit aux chiens et aux Italiens d'Alain Ughetto - Mars Express de Jérémie Périn - Saules aveugles, femme endormie de Pierre Földes - La Sirène de Sepideh Farsi | Premi Lumière d’honor - No atorgat |